# كانويست
شركة كانويست جلوبال للإتصالات، والتي كانت تعمل تحت اسم الشركة كانويست، تكتلاً إعلاميًا كنديًا رئيسيًا مقره في وينيبيغ، مانيتوبا، ومكاتبها الرئيسية في قصر كان ويست. كان لديها أصول البث الإذاعي والتلفزيوني والنشر في العديد من البلدان، في المقام الأول في كندا.
دخلت كان ويست في الحماية من الإفلاس في أواخر عام 2009، مما أدى إلى بيع أصول الشركة. بِيع فرع صحيفة كانويست إلى مجموعة من الدائنين بقيادة الرئيس التنفيذي لناشيونال بوست بول جودفري، من خلال شركة شُكلت حديثًا باسم شبكة بوست ميديا. أُغلق بيع فرع البث للشركة لشركة شاو للإتصالات في 27 أكتوبر 2010، بعد الإعلان عن موافقة CRTC للبيع في 22 أكتوبر؛ ثم عُرفت هذه الأصول مجتمعة باسم شاو ميديا. في 1 أبريل 2016، دُمجت أصول البث في كوريوس للإتصالات، وهي شركة بث موجودة مملوكة أيضًا لعائلة شاو.
بعد بيع الأصول،غُير اسم الشركة إلى 2737469 كندا أنكوربريشن، وتوقفت عن الاستمرار في العمل، وبدأت إجراءات الإفلاس بموجب قانون الإفلاس والإعسار قبل حلها نهائيًا في 27 مايو 2013.